# Musique paluane
La musique paluane désigne la musique traditionnelle originaire des Palaos. Celle-ci est similaire à celles des autres îles de la région micronésienne, constituées entre autres de chants et de danses traditionnelles.
En vertu de son histoire, on trouve également des influences américaines, européennes et japonaises, dans la musique actuelle qui ressemble à la musique country.

## References
1. ↑  « Musique Palaosienne sur France Minéraux », sur France Minéraux (consulté le 4 juillet 2024)